# Hrabstwo McKinley
Hrabstwo McKinley (ang. McKinley County) – hrabstwo w stanie Nowy Meksyk w Stanach Zjednoczonych.

## Miasta
- Gallup

## CDP
- Black Rock
- Brimhall Nizhoni
- Church Rock
- Crownpoint
- Nakaibito
- Navajo
- Pueblo Pintado
- Ramah
- Rock Springs
- Thoreau
- Tohatchi
- Tse Bonito
- Twin Lakes
- Yah-ta-hey
- Zuni Pueblo